# 最も危険な挑発
『最も危険な挑発』（もっともきけんなちょうはつ、原題：Body Chemistry）は、1990年公開のアメリカのエロティック・スリラー映画。Kristine Petersonが監督を務めた。

## あらすじ
性的反応に関する研究プロジェクトをきっかけとして、2人の研究者が不倫関係に陥るが、次第に女性の嫉妬が男性の生活を脅かし始める。

## キャスト
- トム・レディング博士 - マーク・シンガー

神経学研究所に勤務する研究者。
- クレア・アーチャー博士 - Lisa Pescia
- Marlee Redding - メアリー・クロスビー（英語版）
- フレディ - David Kagen

## 評価
53館で限定上映され、初登場の週末興行収入は38,025ドル、19位となった。最終的には、約240万ドルを稼いだ。

## シリーズ
本作は、『Body Chemistry』シリーズ4部作のうちの第一作目。
1. 1990年：『最も危険な挑発（Body Chemistry）』
2. 1992年：『ボディ・トーク（Body Chemistry II: Voice of a Stranger) 』
3. 1994年：『インモラル女医（Point of Seduction: Body Chemistry III）』
4. 1995年：『不倫法廷2（Body Chemistry 4: Full Exposure）』